# María Dolores Seijas Soto
María Dolores Seijas Soto (Lugo) es una escritora española en lengua castellana.

## Biografía
Nacida en Lugo y funcionaria de la Diputación de Lugo, publicó su primera novela, El maestro de Zaín, en el año 2009. El libro narra la historia de su abuelo, Luis Soto Menor, inspector jefe de primera enseñanza en Lugo, que fue apartado de su cargo con la llegada del franquismo. En el año 2017 publica su segunda novela, Réquiem. El  origen de esta novela son los viajes que la autora realizó a Polonia, donde comenzó a interesarse por su historia. Esta ambientada en los coletazos de la influencia soviética en la política polaca y en los comienzos del conflicto árabe-israelí. Hace mención de la masacre de Jedwabne. Fue presentada en el Instituto Polaco de Cultura en Madrid. En el año 2024 publicó su tercera novela de la mano de la editorial Mirahadas. En esta novela hace unha incursión por el mundo de la pintura y el exotismo de Papúa Nueva Guinea.

## Obras

### Novelas
- El maestro de Zaín (Libertarias, 2009)
- Réquiem (Punto Rojo, 2017)
- Naurú (Mirahadas, 2024)